# Ligne 2 du tramway de Szeged
Pour les articles homonymes, voir Ligne 2.
La ligne 2 du tramway de Szeged circule entre Európa Liget et Szeged pályaudvar. 